# Branchiostegus wardi
Branchiostegus wardi är en fiskart som beskrevs av Gilbert Percy Whitley 1932. Branchiostegus wardi ingår i släktet Branchiostegus och familjen Malacanthidae. Inga underarter finns listade.

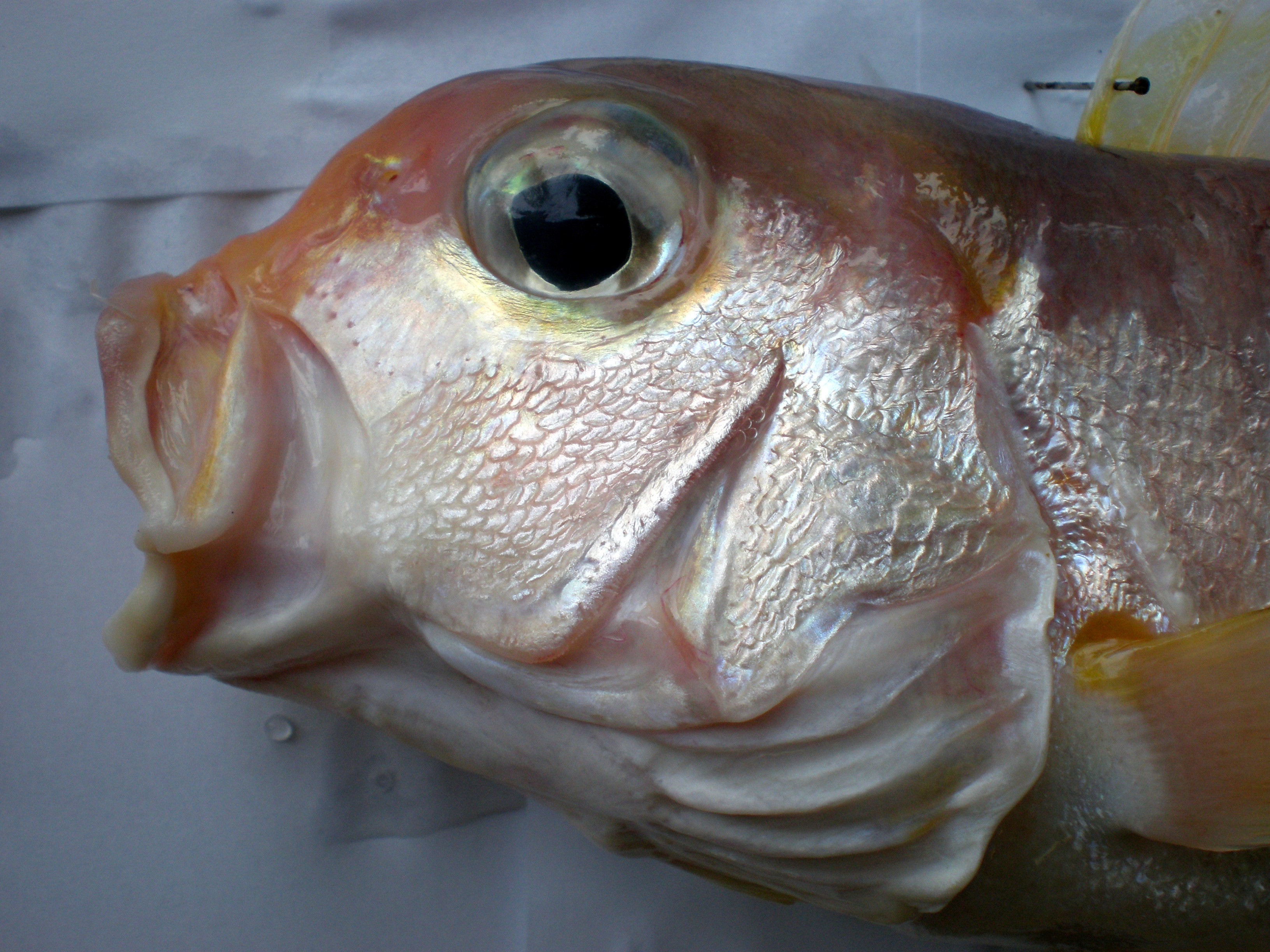
Branchiostegus wardi
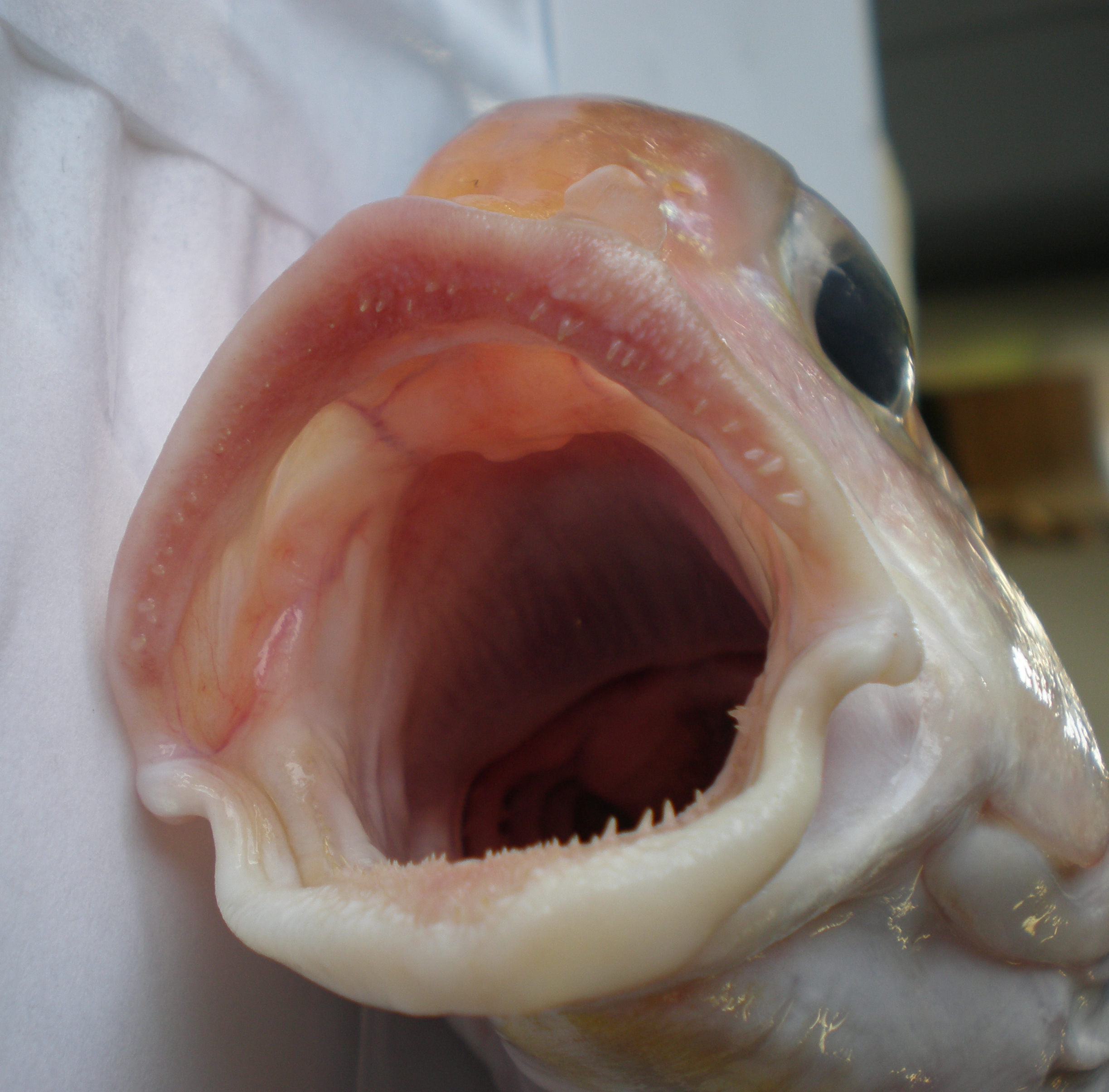
Branchiostegus wardi
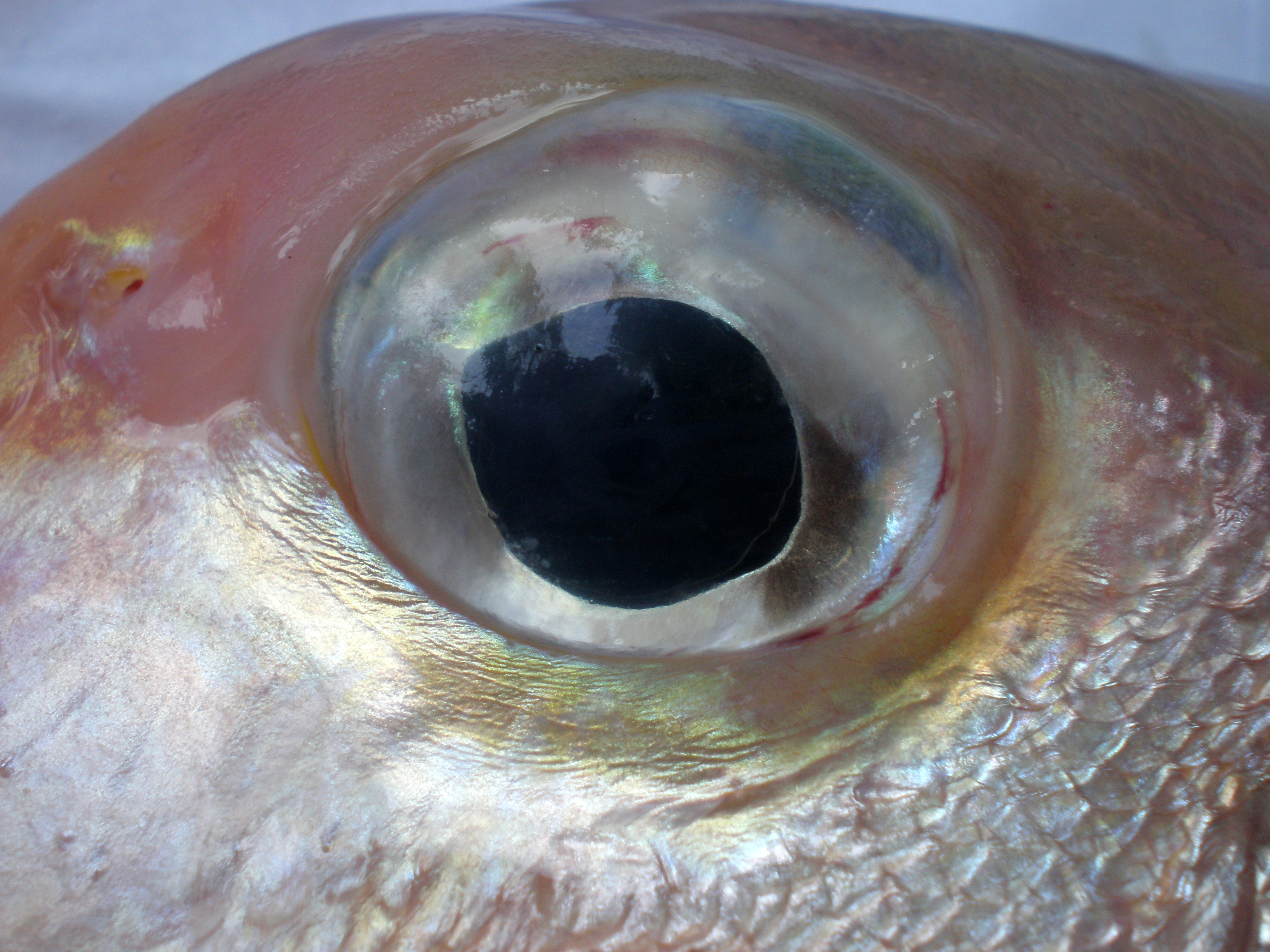
Branchiostegus wardi